# Aristolochia macrocarpa
Aristolochia macrocarpa (лат.) (синоним Pararistolochia macrocarpa) — многолетнее цветковое вьющееся растение, лиана, вид рода Кирказон (Aristolochia) семейства Кирказоновые (Aristolochiaceae). Произрастает в западной и западно-центральной тропической Африке.

## Описание
Aristolochia macrocarpa — деревянистая лиана, достигающая высоты до 30 м. Цветки трубчатые, вздутые у основания. Венчик состоит из трёх лепестков. Часто они тёплых оттенков жёлтого, оранжевого, красного. Стебель твёрдый деревянистый с удлинёнными, гладкими, светлыми и голыми ветвями. Кора коричневая. Листья крупные, кожистые, эллиптические, коротко заострённые, с тупой верхушкой, закруглённые у основания. Цветки пазушные, одиночные, на очень короткой цветоножке. Плод — крупная коробочка удлинённая с тупым концом, шестиугольно-призматическая с многочисленными семенами. Семена сплющённые, толстые, яйцевидно-обратносердцевидные, верхушка почти квадратная.

## Распространение и местообитание
Ареал Aristolochia macrocarpa — Западная и Западно-Центральная тропическая Африка. Встречается в следующих странах и регионах: Кабинда, Камерун, Центральноафриканская республика, Республика Конго, ДР Конго, Экваториальная Гвинея, Габон, Гана, Гвинея, Кот-д’Ивуар, Либерия, Нигерия и Сьерра-Леоне. Произрастает преимущественно во влажных тропических биомах.